# 梅塞德區

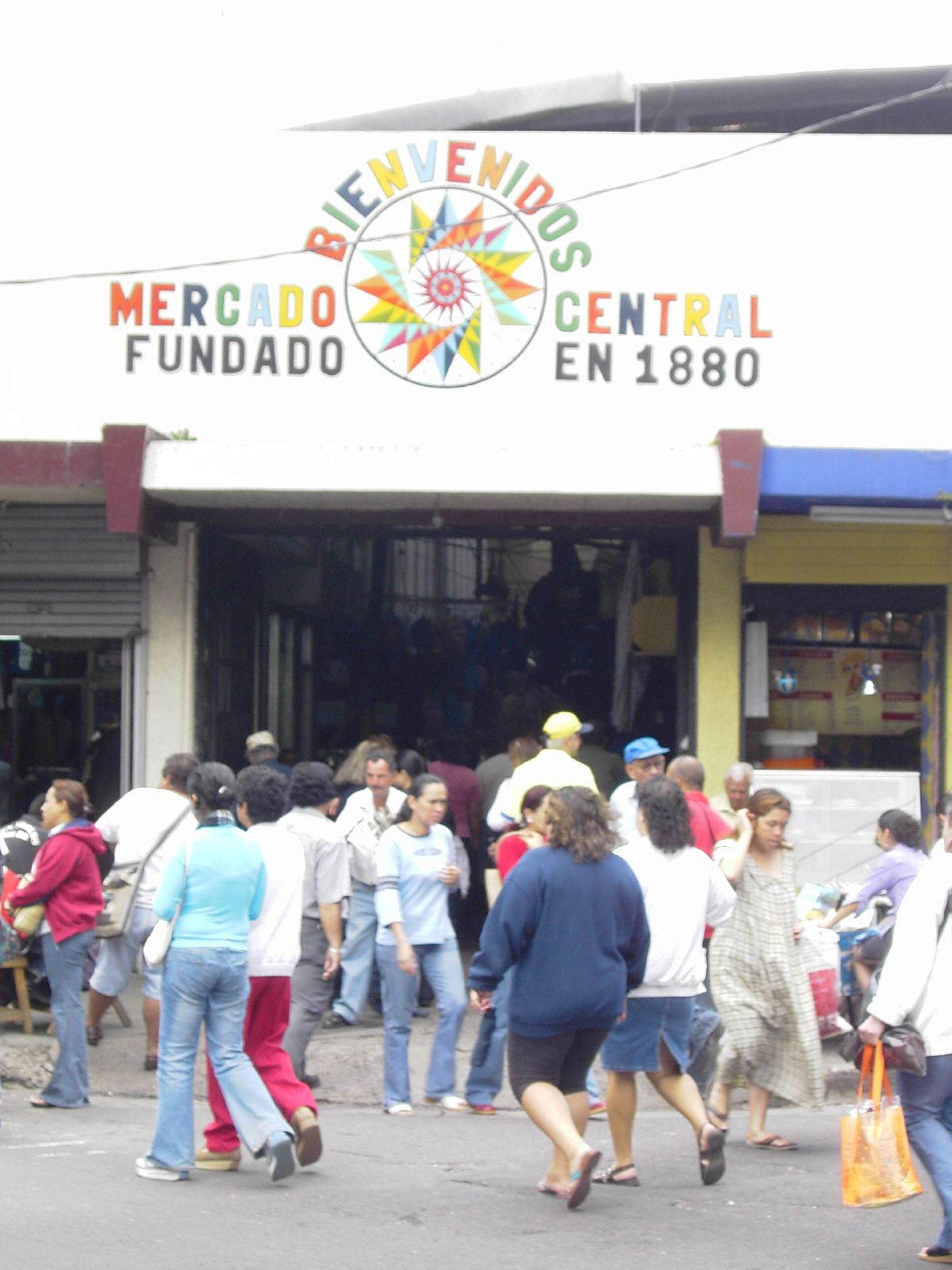

梅塞德區（西班牙語：Merced），是哥斯達黎加的一個區，位於該國中部聖何塞省，始建於1848年12月7日，面積2.29平方公里，海拔高度1,154米，2011年人口12,257，人口密度每平方公里5,352.40人。